# Seznam školních stávek pro klima
Toto je seznam stávek klimatického hnutí Školní stávky pro klima

## Studentské stávky podle zemí
| Stát                   | Města | Datum              | Účastníci                        | Poznámky |
| ---------------------- | --- | ------------------ | -------------------------------- | --- |
| Švédsko                | Stockholm | 20. srpna 2018     | 1                                | Denně do 9. září 2018, poté každý pátek, zahájeno Gretou Thunbergovou |
| Nizozemsko             | Haag | 4. září 2018       | 1–5                              | Denně do 21. září před parlamentem |
| Německo                | Berlin | 14. září 2018      |                                  | Před budovou Bundestagu každý pátek od 14. září 2018, původně iniciováno kulturní manažerkou a aktivistkou Barbarou Fischer. |
| Kanada                 | Sudbury, Ontario | 2. listopadu 2018  | 1                                | Žákyně 6. třídy Sophia Mathur začíná každotýdenní stávky |
| Austrálie              | Více míst | 28. listopadu 2018 | 1 700                            | Nesouhlasné vyjádření premiéra, podpořeno Australským senátem |
| Austrálie              | 30 různých míst | 30. listopadu 2018 | 15 000                           | Název 'Strike for Climate Action' |
| Kanada                 | Vancouver | 7. prosince 2018   | 50                               | [ 12 ] |
| Anglie                 | Londýn | 7. prosince 2018   | 12                               | [ 13 ] |
| Německo                | Berlín, Göttingen, Hamburk, Kiel a Kolín nad Rýnem | 14. prosince 2018  | 200+                             | Několik desítek účastníků v Hamburku, 150 žáků v Berlíně, Název Fridays for Future: Klimastreik |
| Švýcarsko              | Curych | 14. prosince 2018  | 500                              | [ 15 ] |
| Švýcarsko              | Basilej, Bern, St. Gallen a Curych | 21. prosince 2018  | 4 000                            | Název německy Klimastreik a francouzsky Grève du climat |
| Anglie                 | Corsham | 21. prosince 2018  | 4                                | Ellida Dilley přímo isnpirována Gretou Thunbergovou |
| Belgie                 | Brusel | 11. ledna 2019     | 3 000                            | [ 17 ] |
| Finsko                 | Helsinky | 11. ledna 2019     | stovky                           | Název Ilmastolakko / Klimatstrejk |
| Kanada                 | Waterloo, Ontario | 11. ledna 2019     | 30                               | [ 19 ] |
| Skotsko                | Fort William, Highland | 11. ledna 2019     | 1                                | 13letá Holly Gillibrand s aktivisty Extinction Rebellion |
| Belgie                 | Brusel | 17. ledna 2019     | 12 750                           | [ 22 ] [ 23 ] [ 24 ] [ 24 ] [ 25 ] [ 26 ] |
| Švýcarsko              | 15 měst | 18. ledna 2019     | 22 000                           | V Lausanne stávka podpořena laureátem Nobelovy ceny Jacquesem Dubochetem |
| Německo                | 50 měst | 18. ledna 2019     | 25 000                           | [ 29 ] |
| Belgie                 | Brusel | 24. ledna 2019     | 35 000                           | Aktivisté se shromáždili kolem Evropského parlamentu |
| Švýcarsko              | Davos | 25. ledna 2019     | 30                               | S Gretou Thunberg, která se zúčastnila Světového ekonomického fóra |
| Německo                | Berlín | 25. ledna 2019     | 10 000                           | [ 34 ] [ 35 ] |
| Belgie                 | Brusel | 27. ledna 2019     | 70 000                           | Všeobecná klimatická demonstrace |
| Belgie                 | Brusel, Lutich, Lovaň, Charleroi, Chimay a Tournai | 31. ledna 2019     | 33 000                           | Město Lutych podpořilo demonstraci a tolerovalo nepřítomnost studentů ve škole. |
| Německo                | 25 míst | 11. února 2019     | 12 000                           | [ 38 ] |
| Švýcarsko              | 13 míst | 2. února 2019      | 65 000                           | Sobotní demonstrace, organizovaná hnutím 'Climate Strike' |
| Nizozemsko             | Haag, Groningen | 7. února 2019      | 10 000 až 30 000                 | [ 42 ] [ 43 ] |
| Belgie                 | Lovaň, Brusel, Arlon, Antwerpy, Kortrijk, Hasselt, Herve, Mons, Lutych                                                                                 | 7. února 2019      | 20 000                           | [ 44 ] |
| Německo                | Flensburg, Düsseldorf, Padeborn, Münster, Köln, Regensburg, Passau, Landau an der Isar, Garmisch-Partenkirchen, Halle, Erfurt, Berlín - celkem 50 míst | 8. února 2019      | 21 000                           | [ 45 ] [ 46 ] [ 47 ] [ 48 ] [ 49 ] [ 50 ] |
| Rakousko               | Salcburk | 8. února 2019      | 100                              | [ 51 ] |
| Francie                | Nantes | 8. února 2019      | 150                              | První školní klimatická stávka v Francii |
| Irsko                  | Dublin | 13. února 2019     | 400                              | Organizováno studenty 6. třídy z Donabate Portrane Educate Together |
| Nizozemsko             | Více měst | 14. února 2019     | 100–500                          | Středoškoláci a vysokoškoláci, každý týden v Amsterdamu, Nijmegen a Groningen |
| Belgie                 | Brusel | 14. února 2019     | 11 000                           | [ 57 ] |
| Kanada                 | Montréal | 15. února 2019     | stovky                           | [ 58 ] |
| Francie                | Paříž | 15. února 2019     | 1 000                            | První školní stávka v Paříži |
| Německo                | více, než 35 míst | 15. února 2019     | 26 000                           | [ 60 ] |
| Itálie                 | Bolzano | 15. února 2019     | 4 000                            | [ 61 ] |
| Spojené království     | 60 měst | 15. února 2019     | 15 000                           | Koordinováno Youth Strike 4 Climate |
| USA                    | Denver, CO, Tisbury, New York | 15. února 2019     | 9                                | V Tisbury MA bratři Runar Finn (11) a Odin Robinson (9). V New Yorku, Alexandria Villasenor (13) již 9. páteční klimatická stávka |
| Belgie                 | Brusel, Gent, Genk, Turnhout | 21. února 2019     | 15 500                           | Stávky se zúčastnila i Greta Thunberg, které také přednesla řeč v rámci konference EU |
| Francie                | Paříž | 22. února 2019     | tisíce                           | [ 69 ] |
| Irsko                  | Dublik, Cork, Maynooth | 22. února 2019     | 100                              | každotýdenní stávky pokračují |
| Belgie                 | Gent | 27. února 2019     | 600                              | [ 71 ] |
| Belgie                 | Antverpy, Huy, Brusel, Mechelen, Dinant, Lutych | 28. února 2019     | 12 500                           | Stávky v Antwerpách se zúčastnila i Greta Thunbergová |
| Norsko                 | Mnoho | 1. března 2019     | tisíce                           | První celonorská stávka |
| Kanada                 | Sudbury, Ontario | 1. března 2019     | 12                               | [ 74 ] |
| Island                 | Reykjavík | 1. března 2019     | 200                              | Druhá islandská stávka |
| Belgie                 | Nová Lovaň, Antverpy, Mechelen | 7. března 2019     | 4 200                            | 3900 až 4200 stávkujících v Nové Lovani a 250 demonstrantů in Antverpách. |
| Island                 | Reykjavík | 8. března 2019     | 400                              | Třetí islandská stávka |
| Nizozemsko             | Amsterdam | 14. března 2019    | 5 000 až 6 000                   | [ 79 ] [ 80 ] |
| Norsko                 | Bergen | 14. března 2019    | 3 000+                           | [ 81 ] |
| Nový Zéland            | Auckland, Wellington, Christchurch, Dunedin a další | 15. března 2019    | tisíce včetně 2 000 u parlamentu | Stávkující získali podporu předsedy vlády, ministra pro změnu klimatu a dalších. |
| Nový Zéland            | Christchurch | 15. března 2019    | tisíce                           | Protesty předčasně ukončeny s ohledem na teroristický útok proti muslimům |
| Austrálie              | Celostátní | 15. března 2019    | 150 000                          | V Sydney odhad 20 000 |
| Japonsko               | Tokio | 15. března 2019    | 130                              | 130 lidí pochodovalo čtvrtěmi Aoyama, Harajuku & Shibuya v Tokiu |
| Jižní Korea            | Soul | 15. března 2019    | 100+                             | [ 91 ] |
| Čína                   | Hongkong | 15. března 2019    | kolem1 000                       | [ 92 ] |
| Thajsko                | Bangkok | 15. března 2019    | 30–60                            | Vedla 11letá Lily |
| Indie                  | Hajdarábád, Dillí, Gurgaón | 15. března 2019    | 1 200+                           | Stávka v Kasu Brahmananda Reddy National Park |
| Rusko                  | Moskva | 15. března 2019    | 40                               | Okolo čtyřiceti stávkujících se sešlo v parku Sokolniki v Moskvě. Další protesty byly plánovány v Petrohradě, Novosibirsku, Surgutu a Krasnojarsku, ale úřady je nepovolily. Ruští studenti a sympatizanti jako alternativu ke stávce vyjadřují podporu na sociálních sítích. Od poloviny března student Aršak Makičjan každý pátek sám protestuje na Puškinském náměstí. |
| Ukrajina               | Kyjev, Charkov, Dnipro | 15. března 2019    | 100+                             | [ 98 ] [ 99 ] [ 100 ] |
| Kypr                   | Nikósie | 15. března 2019    | Stovky                           | [ 101 ] |
| Řecko                  | Především Athény a Soluň | 15. března 2019    | nejméně 500                      | [ 102 ] |
| Finsko                 | Helsinky | 15. března 2019    | 3 000                            | [ 103 ] |
| Švédsko                | Stockholm | 15. března 2019    | 7 000                            | [ 104 ] [ 105 ] |
| Polsko                 | Varšava, celostátní | 15. března 2019    | 2 500+                           | 2 000 účastníků ve Varšavě, 350 v Krakově a 200 v Katovicích, dle informací policie |
| Česko                  | Praha, Brno, Liberec a dalších 16 míst | 15. března 2019    | 1 000+                           | První česká klimatická stávka |
| Slovensko              | Bratislava, Košice, Žilina a Liptovský Mikuláš | 15. března 2019    | 1 000                            | [ 111 ] |
| Chorvatsko             | Záhřeb, Split | 15. března 2019    | 2 000                            | 1 000 v Záhřebu a 1 000 ve Splitu |
| Slovinsko              | Lublaň a 6 dalších míst | 15. března 2019    | 11 000                           | 9 000 v Lublani |
| Německo                | Celostátní, 230 míst | 15. března 2019    | 300 000                          | Odhadováno 25 000 studentů v Berlíně, 10 000 v Mnichově, 10 000 v Kolíně nad Rýnem, 6 000 ve Frankfurtu, 5 000 v Brémách, 2 000 v Düsseldorfu, 1 800 v Postupimi |
| Dánsko                 | Kodaň | 15. března 2019    | 10 000                           | [ 122 ] [ 123 ] |
| Belgie                 | Celostátní | 15. března 2019    | 50 000                           | Odhadováno 30 000 studentů v Bruselu |
| Lucembursko            | Celostátní | 15. března 2019    | 15 000                           | [ 125 ] |
| Francie                | Celostátní | 15. března 2019    | 195 000                          | Odhad mezi 29 000 a 40 000 studentů v Paříži |
| Rakousko               | Celostátní | 15. března 2019    | 30 000                           | Odhad 10 500 studentů ve Vídni |
| Švýcarsko              | Celostátní, 20 míst | 15. března 2019    | 65 000                           | [ 128 ] |
| Itálie                 | Celostátní, 235 míst | 15. března 2019    | 200 000+                         | Odhad 100 000 studentů v Miláně 50 000 v Neapoli, 30 000 v Římě 20 000 v Turíně 10 000 ve Florencii a Janově, 3 000 v Bergamu a Boloni stovky v dalších městech |
| Malta                  | Valletta | 15. března 2019    | Stovky                           | [ 130 ] |
| Spojené království     | Londýn, Bristol, Brighton a další | 15. března 2019    | 50 000+                          | Odhad 20 000 v Londýně, 4 000 v Brightonu, tisíce v dalších městech |
| Irsko                  | Celostátní, 37 míst | 15. března 2019    | 16 000                           | Odhad 11 000 v Dublinu a 5 000 v Corku. |
| Portugalsko            | Lisabon | 15. března 2019    | tisíce                           | [ 135 ] |
| Španělsko              | Madrid a celostátní, víc, než 50 měst | 15. března 2019    | 20 000                           | 10 000 v Madridu |
| Jižní Afrika           | Kapské Město | 15. března 2019    | 2 000                            | [ 138 ] |
| USA                    | Mnoho míst, včetně Washingtonu D.C. | 15. března 2019    | 17 000+                          | [ 139 ] |
| Kanada                 | Montréal | 15. března 2019    | 150 000+                         | [ 140 ] |
| Mexiko                 | Mexico City | 15. března 2019    | 800                              | [ 141 ] |
| Uruguay                | Montevideo | 15. března 2019    | stovky                           | u Palacio Legislativo |
| Argentina              | Buenos Aires | 15. března 2019    | stovky                           | [ 143 ] |
| Kolumbie               | Bogotá | 15. března 2019    | 2 500                            | [ 138 ] |
| Chile                  | Santiago | 15. března 2019    | 2 000                            | [ 144 ] |
| Francie                | Paříž | 16. března 2019    | 350 000                          | Soboty pro budoucnost, "Marche du siècle" |
| Belgie                 | Lutych, Wavre, Saint-Georges-sur-Meuse, Brusel a Antverpy                                                                                              | 21. března 2019    | 3 400                            | [ 146 ] |
| Norsko                 | Oslo, Trondheim a 50 dalších míst | 22. března 2019    | 40 000                           | [ 147 ] [ 147 ] [ 148 ] |
| Francie                | Rennes | 22. března 2019    | Stovky                           | [ 149 ] |
| Belgie                 | Brusel | 24. března 2019    | 400                              | [ 150 ] [ 151 ] [ 152 ] |
| Německo                | Berlín a další města | 29. března 2019    | 40 000                           | Přes 25 000 studentů v Berlíně a 15 000 na dalších místech |
| Belgie                 | Brusel | 4. dubna 2019      | 500–1 200                        | 500 dle policie, 1 200 dle organizátorů |
| Německo                | Neubrandenburg, Greifswald, Schwerin | 5. dubna 2019      | 300+                             | 250 stávkujících v Schwerinu, 25 v Neubrandenburgu, 30 v Greifswaldu |
| Srbsko                 | Bělehrad | 5. dubna 2019      | desítky                          | [ 159 ] |
| Kanada                 | Toronto | 5. dubna 2019      | 100+                             | [ 160 ] |
| Švýcarsko              | Curych, Lausanne, Ženeva | 6. dubna 2019      | 26 000+                          | Více, než 15 000 v Curychu, 8 000 v Lausanne, 3 000 v Ženevě |
| Belgie                 | Brusel | 11. dubna 2019     | 1 000                            | [ 162 ] |
| Německo                | Berlín a další města | 12. dubna 2019     | 1 000+                           | Kolem 1 000 studentů v Augsburgu a další na jiných místech v Německu. |
| Severní Kypr           | Famagusta | 12. dubna 2019     | 600+                             | Druhá stávka na Severním Kypru. |
| Belgie                 | Ostende, Antverpy | 18. dubna 2019     | 350                              | 200 v Ostende a 150 v Antverpách |
| Itálie                 | Řím | 19. dubna 2019     | 25 000                           | Stávky v Římě se účastnila také Greta Thunbergová |
| Švýcarsko              | Bern | 20. dubna 2019     | 1 500                            | Klimatická cyklojízda |
| Kanada                 | Québec | 22. dubna 2019     | stovky                           | [ 170 ] |
| Belgie                 | Namur, Antverpy | 25. dubna 2019     | 500                              | 400 stávkujících v Namuru a 100 v Antwerpách. |
| Slovensko              | Bratislava | 26. dubna 2019     | stovky                           | [ 173 ] [ 174 ] |
| Kanada                 | Montreal, Alma, Gaspé, Sherbrooke, Rouyn-Noranda, Mont-Laurier                                                                                         | 27. dubna 2019     | tisíce                           | [ 170 ] [ 175 ] |
| Belgie                 | Brusel | 2. května 2019     | 530                              | [ 176 ] |
| Kanada                 | Celonárodní, 85 měst | 3. května 2019     | tisíce                           | [ 177 ] |
| Spojené státy americké | Celonárodní | 3. května 2019     | tisíce                           | [ 178 ] |
| Švýcarsko              | Seeland | 4. května 2019     | 300                              | První klimatická stávka na švýcarském venkově |
| Belgie                 | Antverpy, Mons | 9. května 2019     | 1 200                            | [ 180 ] |